# العلاقات الأفغانية القطرية
العلاقات الأفغانية القطرية هي العلاقات الثنائية التي تجمع بين أفغانستان وقطر.

## مقارنة بين البلدين
هذه مقارنة عامة ومرجعية للدولتين:
| وجه المقارنة                                              | أفغانستان                    | قطر           |
| --------------------------------------------------------- | ---------------------------- | ------------- |
| المساحة (كم2)                                             | 652.23 ألف                   | 11.44 ألف     |
| عدد السكان (نسمة)                                         | 34.94 مليون                  | 2.64 مليون    |
| الكثافة السكانية (ن./كم²)                                 | 53.57                        | 230.77        |
| العاصمة                                                   | كابل                         | الدوحة        |
| اللغة الرسمية                                             | اللغة البشتوية، اللغة الدرية | اللغة العربية |
| العملة                                                    | أفغاني                       | ريال قطري     |
| الناتج المحلي الإجمالي (بليون دولار)                      | 20.82 مليار                  | 167.61 مليار  |
| الناتج المحلي الإجمالي (تعادل القوة الشرائية) بليون دولار | 62.62 مليار                  | 316.40 مليار  |
| الناتج المحلي الإجمالي الاسمي للفرد دولار أمريكي          | 594                          | 73.65 ألف     |
| الناتج المحلي الإجمالي للفرد دولار أمريكي                 | 1.93 ألف                     | 141.54 ألف    |
| مؤشر التنمية البشرية                                      | 0.479                        | 0.850         |
| رمز المكالمات الدولي                                      | +93                          | +974          |
| رمز الإنترنت                                              | .af                          | .qa           |
| المنطقة الزمنية                                           | ت ع م+04:30                  | ت ع م+03:00   |

## منظمات دولية مشتركة
يشترك البلدان في عضوية مجموعة من المنظمات الدولية، منها:
| علم المنظمة | اسم المنظمة                               | تاريخ انضمام أفغانستان | تاريخ انضمام قطر |
| ----------- | ----------------------------------------- | ---------------------- | ---------------- |
|             | يونسكو                                    | 4 مايو 1948            | 27 يناير 1972    |
|             | وكالة ضمان الاستثمار متعدد الأطراف        | 16 يونيو 2003          | 22 أكتوبر 1996   |
|             | الأمم المتحدة                             | 19 نوفمبر 1946         | 21 سبتمبر 1971   |
|             | الاتحاد البريدي العالمي                   | ?                      | ?                |
|             | البنك الدولي للإنشاء والتعمير             | 14 يوليو 1995          | 25 سبتمبر 1972   |
|             | منظمة التعاون الإسلامي                    | ?                      | ?                |
|             | منظمة حظر الأسلحة الكيميائية              | ?                      | ?                |
|             | مؤسسة التمويل الدولية                     | 23 سبتمبر 1957         | 11 أكتوبر 2008   |
|             | الاتحاد الدولي للاتصالات                  | 12 أبريل 1928          | 27 مارس 1973     |
|             | المركز الدولي لتسوية المنازعات الاستشارية | 25 يوليو 1968          | 20 يناير 2011    |
|             | منظمة الشرطة الجنائية الدولية             | ?                      | ?                |

## وصلات خارجية
- موقع وزارة الخارجية الأفغانية
- موقع وزارة الخارجية القطرية